# Копанка (Малопольське воєводство)
Копанка (пол. Kopanka) — село в Польщі, у гміні Скавіна Краківського повіту Малопольського воєводства.
Населення — 922 особи (2011).
У 1975-1998 роках село належало до Краківського воєводства.

## Демографія
Демографічна структура станом на 31 березня 2011 року:
|          | Загалом | Допрацездатний вік | Працездатний вік | Постпрацездатний вік |
| -------- | ------- | ------------------ | ---------------- | -------------------- |
| Чоловіки | 448     | 102                | 301              | 45                   |
| Жінки    | 474     | 99                 | 293              | 82                   |
| Разом    | 922     | 201                | 594              | 127                  |